# دمیتری نوسوف
دمیتری نوسوف (روسی: Дмитрий Юрьевич Носов؛ زادهٔ ۹ آوریل ۱۹۸۰) جودوکار اهل روسیه بود.